# Modisimus maculatipes
Modisimus maculatipes là một loài nhện trong họ Pholcidae. Loài này được phát hiện ở México.